# Institut sociologických studií Fakulty sociálních věd Univerzity Karlovy
Institut sociologických studií (zkráceně ISS) vznikl v roce 1993 sloučením bývalé Katedry sociologie a sociální politiky a Ústavu sociálně politických věd spadající pod Fakultu sociálních věd Univerzity Karlovy. Institut sídlí v budově Fakulty sociálních věd v Jinonicích. Ředitelem Institutu sociologických studií je PhDr. Ing. Petr Soukup, Ph.D., jeho zástupcem je doc. PhDr. Dino Numerato, Ph.D. ISS odpovídá za vzdělávání ve studijních oborech v oblasti sociologie na bakalářském, magisterském a doktorském stupni. Podílí se rovněž na vědecké činnosti ve spolupráci se Sociologickým ústavem Akademie věd České republiky a dalšími organizacemi.

## Obory

#### Bakalářské
- Sociologie a sociální politika
- Sociologie se specializací sociální antropologie
- Sociologie se specializací studia současných společností

#### Magisterské
- Sociologie
- Veřejná a sociální politika

#### Doktorské
- Sociologie
- Veřejná a sociální politika

## Katedry

### Katedra sociologie
Katedra sociologie (zkráceně KSOC) je sociologickým pracovištěm zaměřujícím se na výuku a vědeckou práci v oblastech sociologie a sociální antropologie. Nabízí výuku jak na bakalářském a navazujícím magisterském stupni, tak i na doktorské úrovni. Bakalářské studijní programy se zaměřují na metodologii sociologického výzkumu, vědecké metody a reflexi širších kontextů sociálně-vědního výzkumu.
Katedra sociologie podílí na dvou mezinárodních výzkumných projektech SIRIUS a RECONNECT.

#### Vedení katedry
Vedoucí katedry: doc. Mgr. Jakub Grygar, Ph.D.
Zástupkyně vedoucího katedry: PhDr. Jaroslava Hasmanová Marhánková, Ph.D.

#### Pracovníci
| Akademičtí pracovníci                       | Vědečtí pracovníci                |
| ------------------------------------------- | --------------------------------- |
| PhDr. Jan Balon, Ph.D.                      | Zuzana Bártová, Ph.D.             |
| prof. PhDr. Ondřej Císař, Ph.D.             | Mgr. Karel Čada, Ph.D.            |
| Mgr. Tomáš Dvořák, Ph.D.                    | PhDr. Veronika Frantová, Ph.D.    |
| doc. Mgr. Jakub Grygar, Ph.D.               | RNDr. Tereza Freidingerová, Ph.D. |
| doc. Mgr. Martin Hájek, Ph.D.               | Agata Ładykowska                  |
| PhDr. Jaroslava Hasmanová Marhánková, Ph.D. | István Povedák, Ph.D.             |
| Mgr. Ema Hrešanová, Ph.D.                   | Viola Teisenhoffer, Ph.D.         |
| prof. PhDr. Hynek Jeřábek, CSc.             |                                   |
| prof. PhDr. Jiří Kabele, Ph.D.              |                                   |
| doc. PhDr. Dino Numerato, Ph.D.             |                                   |
| Mgr. Ivan Petrúšek, Ph.D.                   |                                   |
| Mgr. Andrea Průchová Hrůzová, Ph.D.         |                                   |
| Mgr. Jiří Remr, Ph.D.                       |                                   |
| PhDr. Ing. Petr Soukup, Ph.D.               |                                   |
| Mgr. Barbora Spalová, Ph.D.                 |                                   |
| doc. Dr. Alessandro Testa, BA, MA, PhD.     |                                   |
| Mgr. Martin Tremčinský, Ph.D.               |                                   |
| doc. Milan Tuček, prom. mat., CSc.          |                                   |
| Mgr. Jan Urban, Ph.D.                       |                                   |
| doc. PhDr. Zdeněk Uherek, CSc.              |                                   |
| Mgr. Jitka Wirthová, Ph.D.                  |                                   |

### Katedra veřejné a sociální politiky
Katedra veřejné a sociální politiky (zkráceně KVSP) vznikla v roce 1994 a zajišťuje realizaci studijního oboru Veřejná a sociální politika v navazujícím magisterském studiu a v doktorském studiu v české i anglické verzi (Public and Social Policy). Na katedře je možné rovmněž složit rigorózní zkoušku. Zároveň se katedra podílí na realizaci bakalářského programu Sociologie a sociální politika ve spolupráci s Katedrou sociologie a bakalářského programu Politologie a veřejná politika s Katedrou politologie Institutu politologických studií. Kromě výuky členové katedry v rámci výzkumné činnosti participují na českých i mezinárodních projektů (např. GAČR, OPPA, grant UC Berkeley).

#### Vedení katedry
Vedoucí katedry: PhDr. Vilém Novotný, Ph.D.

#### Pracovníci
| Akademičtí pracovníci                      | Externí spolupracovníci                |
| ------------------------------------------ | -------------------------------------- |
| Ing. Mgr. Olga Angelovská, Ph.D.           | Mgr. Barbora Buřičová                  |
| PhDr. Karolína Dobiášová, Ph.D             | Mgr. Ing. Zuzana Drhová, Ph.D.         |
| doc. PhDr. Pavol Frič, Ph.D.               | Mgr. Martin Gurín                      |
| Mgr. Eva Hejzlarová, Ph.D.                 | PhDr. Michaela Hiekischová, Ph.D.      |
| PhDr. Marie Jelínková, Ph.D.               | Mgr. Milan Hrubeš, DiS.                |
| Mgr. Mirna Jusić, M.A.                     | Mgr. Miriam Kotrusová, Ph.D.           |
| Mgr. Jan Kohoutek, Ph.D.                   | Mgr. Petr Krucký                       |
| Ing. Zuzana Kotherová, Ph.D.               | Ing. Vladimír Kváča, Ph.D.             |
| Mgr. Magdalena Mouralová, Ph.D.            | PhDr. Mgr. Ivan Langr, Ph.D            |
| Mgr. Martin Nekola, Ph.D.                  | Mgr. Martina Lustyková                 |
| PhDr. Vilém Novotný, Ph.D.                 | Emilija Tudjarovska Gjorgijevska, Ph.D |
| prof. PhDr. František Ochrana, DrSc.       | Mgr. Irena Úradníková                  |
| doc. Ing. Michal Plaček, Ph.D.             | Dr. Mgr. Aleš Vlk                      |
| prof. PhDr. Martin Potůček, M.Sc., CSc.    |                                        |
| doc. Ing. et Ing. Eliška Vejchodská, Ph.D. |                                        |
| prof. PhDr. Arnošt Veselý, Ph.D.           |                                        |
| PhDr. Petr Witz, Ph.D.                     |                                        |